# Kádis
A kádis (vagy kaddis) egy ősrégi zsidó ima, amely Isten nagyságát, mindenhatóságát és könyörületességét fejezi ki költői formában. Egyes kifejezései Jechezékiel prófétától származnak, mások talmudi eredetűek. A legszentebb imák egyike, amelyet a gyászolók 11 hónapon keresztül mondanak elhunyt szeretteikért. Kádist csak férfiak szoktak mondani és csak olyan közösségben mondhatják, ahol legalább 10 zsidó férfi van.
A kádisnak több változata is van, úgymint a gyászolók kádisa vagy a rabbik kádisa.

## A kádis arámi szövege
יְִתּגַַּדל וְיְִתַקַּדׁש ְׁשֵמּה ַרָּבא. ְּבָעְלָמא ִּדי ְבָרא ִכְרעּוֵתּה, וְיְַמִליְך ַמְלכּוֵתּה ְּבַחּיֵיכֹון ּוְביֹוֵמיכֹון ּוְבַחּיֵי ְדָכל ֵּבית יְִׂשָרֵאל, ַּבֲעגָָלא ּוִבזְַמן ָקִריב, וְִאְמרּו

א ֵמ ן .

יְֵהא ְׁשֵמּה ַרָּבא ְמָבַרְך ְלָעַלם ּוְלָעְלֵמי ָעְלַמּיָא.

יְִתָּבַרְך וְיְִׁשַּתַּבח וְיְִתָּפַאר וְיְִתרֹוַמם וְיְִתנֵַׂשּא וְיְִתַהָּדר וְיְִתַעֶּלה וְיְִתַהָּלל ְׁשֵמּה

ְּדֻקְדָׁשא ְּבִריְך הּוא, ְלֵעָּֽלא ִמן ָּכל ִּבְרָכָתא וְִׁשיָרָתא ֻּתְׁשְּבָחָתא וְנֱֶחָמָתא,

ַּדֲאִמיָרן ְּבָעְלָמא, וְִאְמרּו ָאֵמן.

יְֵהא ְׁשָלָמא ַרָּבא ִמן ְׁשַמּיָא, וְַחּיִים ָעֵלֽינּו וְַעל ָּכל יְִׂשָרֵאל, וְִאְמרּו ָאֵמן.

עֶֹׂשה ָׁשלֹום ִּבְמרֹוָמיו, הּוא יֲַעֶׂשה ָׁשלֹום ָעֵלֽינּו וְַעל ָּכל יְִׂשָרֵאל, וְִאְמרּו א ֵמ ן .

## Fonetikusan, régi héber kiejtéssel (askenáz)
Jiszgádál vöjiszkádás sömé rábó! (A közösség: Omén!)

Böolmó di vró chiruszé vöjámlich málchuszé,

Böchájéchajn uvjajméchajn uvöchájé döchol bész Jiszróél, báágóló uvizmán kórív vöimru omén!

(A közösség: Omén! Jöhé sömé rábó mövórách löólám ulöolmé olmájó. Jiszbórách…)

Jöhé sömé rábó mövórách löólám ulöolmé olmájó.

Jiszbórách, vöjistábách, vöjiszpóár, vöjiszrajmám, vöjisznászé, vöjiszhádár, vöjiszhále, vöjiszhállol sömé dökudsó - brich hu (A közösség: Brich hu!)

löéló min kol birchószó vösirószó, tusböchószó vönechemószó, dáámiron böolmó vöimru omén! (A közösség: Omén!)

Jöhé slómó rábó min sömájó vöchájim olénu vöál kol Jiszróél vöimru omén! (A közösség: Omén!)

Ajsze sólajm bimrajmov, hu jáásze sólajm olénu vöál kol Jiszróél, vöimru omén! (A közösség: Omén!)

## Fonetikusan, szefárd kiejtéssel
Jitgádál v'jitkádás s'mé rábá! (A közösség: Ámén!)

B'álmá di v'rá chiruté v'jámlich málchuté,

B'chájéchon uvjoméchon uv'chájé d'chol bét Jiszráél, báágálá uvizmán káriv v'imru amén!

(A közösség: Amén! Jehé s'mé rábá m'várách láálám ulálmé álmájá. Jitbárách…)

Jehé s'mé rábá m'várách l'álám ulálmé álmájá

Jitbárách, v'jistábách, v'jitpáár, v'jitromám, v'jitnászé v'jithádár, v'jitálá, v'jithálál s'mé d'kudsá - brich hu (A közösség: Brich hu!)

l'éla min kol birchátá v'sirátá, tusbechátá v'nechemátá, dáámirán b'álmá v'imru amén! (A közösség: amén!)

Jehé s'lámá rábá min s'májá v'chájim álénu v'ál kol Jiszráél v'imru amén! (A közösség: Amén!)

Osze sálom bimromáv, hu jáásze sálom álénu v'ál kol Jiszráél, v'imru amén! (A közösség: Amén!)

## Fordítása magyar nyelvre
Magasztaljuk és szenteljük meg a nagy Nevét (közösség: Ámen) e világon, melyet kedvére teremtett, érvényesítse uralmát életetek során, egész Izrael élete során, hamarosan, már a közeljövőben, s mondjátok erre: Ámen!

(közösség: Ámen! Legyen nagy Neve áldott örökre és örökkön örökké! Legyen áldott..!)

Legyen nagy Neve áldott örökre és örökkön örökké!

Legyen áldott és dicsért, dicső és magasztos, fennkölt és hírneves, imádott és megszentelt a Neve annak, aki Szent, áldott Ő! (közösség: Áldott Ő!)

Áldottabb Ő minden áldásnál, költeménynél, dicshimnusznál és vigaszéneknél, amit a világon mondanak, s ti mondjátok erre: ámen! (közösség: Ámen!)

Jöjjön nagy békesség és élet a mennyből ránk és egész Izraelre, s mondjátok erre: Ámen! (közösség:Ámen!)

Aki békét teremt magasságaiban, az hozzon békességet ránk és egész Izraelre! Mondjátok végül: Ámen! (közösség: Ámen!)

## Az árvák kádisa
A halottal kapcsolatos zsidó hagyomány a lehető leggyorsabb eltemetést kívánja meg, minél egyszerűbb formában: egy lepelben (kitli) és egyszerű fakoporsóban. Parancsolat írja elő, hogy a halottakat el kell kísérni utolsó nyugvóhelyükre. A halált követően időről időre a gyász intenzitása egyre csökken. Az első, hétnapos időszak, a sivá vagy süve, átsegíti a gyászolókat a dermesztő sokkon. Otthon maradnak, alacsony zsámolyon ülve fogadják az egyfolytában érkező részvétlátogatókat. Bármily nehéz ez, lefoglalja a gondolataikat, leköti a figyelmüket. Ezután következik a slosim, ez egy harmincnapos gyászidő. A hátramaradottak folytatják rendes tevékenységeiket, de nem járnak szórakozni, nem énekelhetnek és továbbra is bizonyos előírásoknak megfelelően kell élniük és imádkozniuk. A harminc nap leteltével véget ér a gyász, kivéve, ha az anyáért vagy az apáért viselik, mert ilyenkor egy egész évig tart.
Néhány évszázada kapott lábra az a szokás, hogy az újonnan gyászoló mondja az istentiszteleten az utolsó kádist, kifejezve a csapás ellenére csüggedetlen hitét az Örökkévalóban. Mivel gyakran több gyászoló is volt a templomban, felmerült a kérdés, kit illessen a kádis-mondás joga. A rabbinikus szaktekintélyek bonyolult eseti jogi szabályozást dolgoztak ki, de ez csődöt mondott. Végül az lett a szokás, hogy az összes gyászoló kórusban mondja az utolsó kádist. A precedenstörvény nyomait őrzi, hogy az előimádkozót a gyászolók közül szokták kiválasztani.
A tényekkel nemigen lehet elmagyarázni a kádis-mondás szokásának hipnotikus erejét. Először is ott van maga az ima, az erőteljes ritmusú, izzó hangú, gyönyörű ditirambus. A szavainak muzsikája is csodálatos, s ha öt gyászoló közül csak egy érti is jelentésüket, a hangzás maga megrendítő. Ott van az érzelmi élmény, hogy együtt mondják másokkal, akiknek a családját ugyanaz a csapás érte. Ott van a halál tiszteletének hatalmas érzése, amely a hosszú idők folyamán beleivódott a szövegbe. A gyászoló ösztönösen megvigasztalódik és felszabadul a cselekmény által: úgy érzi, hogy halottja felé nyújtja megnövekedett karját, és megfogja a kezét.

## A mesterek vagy rabbik kádisa
Szövegét tekintve szinte teljesen azonos a gyászolók kádisával, viszont tartalmaz néhány betoldást. Ezek a következőek: a Rabbi a tanítványai egészségéért mond néhány mondatot, áldást kér rájuk.